# Die Freunde von Salamanka

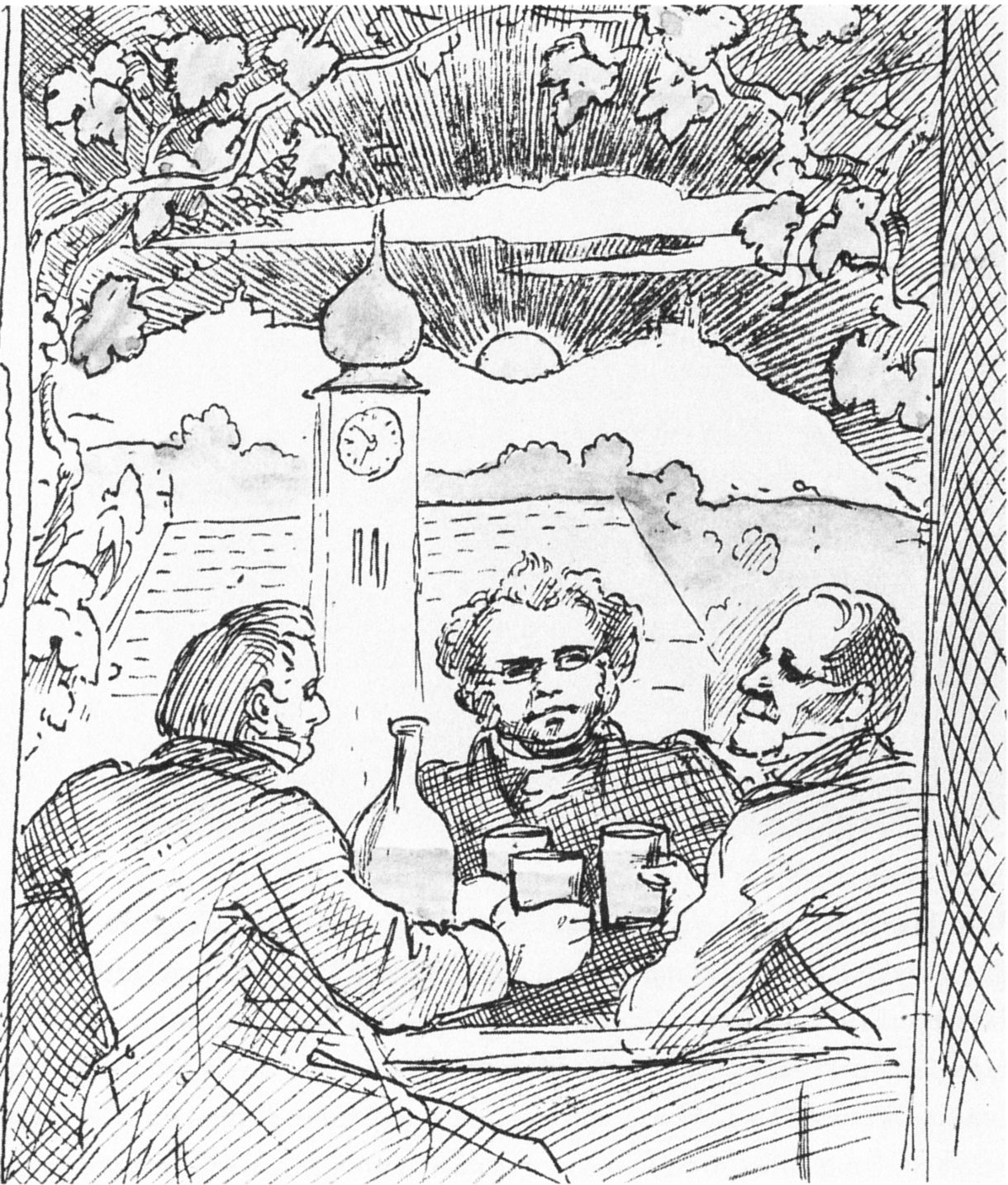
Drei Freunde beim Heurigen
Lachner, Schubert, Bauernfeld

Die Freunde von Salamanka D.326 ist ein Singspiel in zwei Aufzügen aus dem Jahr 1815 von Franz Schubert zu einem Libretto von Johann Mayrhofer.

## Entstehung
Das „Komische Singspiel in 2. Acten“ entstand zwischen dem 18. November und 31. Dezember 1815 wie aus dem Zusatztitel und den Datierungen auf den einzelnen Notenblättern hervorgeht. Höchstwahrscheinlich hat Schubert noch Anfang 1816 einige Revisionen vorgenommen. Das Autograf der Notenhandschrift teilt sich in drei Bände, die jeweils die Ouvertüre, den I. und den II. Akt enthalten, und liegt in insgesamt 420 Seiten vor, die Originaldialoge hingegen sind verschollen.
Das Werk steht am Beginn der schöpferischen Zusammenarbeit von Schubert mit dem Dichter, der mit siebenundvierzig vertonten Texten nach Goethe und Müller der wichtigste Librettist des Komponisten werden sollte.

## Rezeption
Zur Lebzeit Schuberts wurde das Stück nicht aufgeführt. Erst am 19. Dezember 1875 kamen vier Sätze aus der Oper im Wiener Musikvereinssaal in einem Konzert unter Johann Franz von Herbeck zur Aufführung. Im Jahre 1897 benutzte Robert Hirschfeld zwei Nummern aus den „Freunden von Salamanka“ bei seiner Bearbeitung des ebenfalls von Schubert stammenden Singspiels „Der vierjährige Posten“.
Die Uraufführung, mit anderen Worten die erste vollständige Aufführung fand beinahe 100 Jahre nach Schuberts Tod am 6. Mai 1928 im Stadttheater Halle/Saale in einer Neubearbeitung statt. Einige Teile des gesprochenen Dialogs waren bereits damals verschollen, daher schrieb der Hallenser Autor Günther Ziegler einen Ersatztext. Ein zweites Textbuch wurde für eine Rundfunkübertragung des Westdeutschen Rundfunks Köln am 18. November 1928 vom Musikwissenschaftler und Opernübersetzer Siegfried Anheisser angefertigt. Eine weitere Umarbeitung des Librettos wurde vom Übersetzer Hugo Engelbert Schwarz und Bernhard Paumgartner für die Einspielung der Oper durch das Radio Wien am 16. Juni 1958 erarbeitet.

## Libretto und Orchestrierung

### Personen
- Gräfin Olivia, eine junge, reiche Erbin – Sopran (S)
- Eusebia und Laura, Ihre Zofen – Sopran, Mezzosopran (Ms)
- Fidelio, Alonso und Diego, drei Freunde aus Salamanca – Bariton (Bn), Tenor (T), Tenor
- Graf Tormes, ein junger Geck – Tenor
- Der Alcalde, Lauras Onkel und Bürgermeister des Dorfes – Bass (Bs)
- Manuel, ein Winzer – Bass
- Xilo (Chilo), ein Eselhalter – Bass
- Zwei Guerilleros – Bässe

### Handlung
Das Bühnenspiel beginnt nach einer Ouvertüre. Die Geschichte ist in die folgenden achtzehn Gesangsnummern gegliedert, die von einem gemischten Chor und Orchester unterstützt werden. Ort des Geschehens ist die spanische Stadt Salamanca zu Beginn des 19. Jahrhunderts.
Erster Akt
Ouvertüre – Allegro vivace (C-Dur)
2 Flöten, 2 Oboen, 2 Klarinetten, 2 Fagotte, 2 Hörner, 2 Trompeten, 2 Pauken, Streicher
1. Introduktion – Alonso (T), Diego (T), Fidelio (Bn): Die Sonne zieht in goldnen Strahlen …
Moderato (F-Dur) – 2 Flöten, 2 Oboen, 2 Fagotte, 2 Hörner, Streicher
Die drei Freunde Alonso, Diego und Fidelio stellen sich als heiter vergnügte Hallodris vor.
Alonso hat sich in die ihm unerreichbar scheinende Gräfin Olivia verliebt.
Fidelio hingegen schwärmt schon seit längerer Zeit für Eusebia, einer Zofe der Gräfin.
2. Arie – Fidelio (Bn): Man ist so glücklich und so frei …
Andantino quasi Allegretto (G-Dur) – 2 Oboen, 2 Fagotte, 2 Hörner, Streicher
Fidelio ist etwas wehmütig und denkt sehnsüchtig an die Heimat und vielleicht auch an Eusebia.
3. Quartett – Tormes (T), Alonso (T), Diego (T), Fidelio (Bn): Morgen, wenn des Hahnes Ruf erschallt …
Allegro (C-Dur) – 2 Oboen, 2 Fagotte, 2 Hörner, Streicher
Graf Tormes tritt auf. Er erzählt von seiner Absicht, um die Hand Olivias werben zu wollen und lädt die drei Freunde zu einer Kutschfahrt ein.
Fidelio ist weiterhin melancholisch. Er kann sich nicht entschließen, den anderen zu folgen und verdirbt ihnen die Lust auf die Ausfahrt.
4. Arie – Olivia (S): Einsam schleich’ ich durch die Zimmer …
Adagio con moto (C-Dur) – 2 Flöten, 2 Oboen, 2 Fagotte, Streicher
Szenenwechsel, in Olivias Zimmer: Auch sie ist missgelaunt und weiß nicht, was ihr fehlt. Anders als Fidelio scheint Sie an Fernweh zu leiden.
5. Terzett – Olivia (S) Eusebia (S), Laura (Ms): Lebensmut und frische Kühlung weht mir aus dem trauten Wald …
Andantino (B-Dur) – 2 Flöten, 2 Oboen, 2 Fagotte, 2 Hörner, Streicher
Ein Waldspaziergang soll ihr wieder Lebensmut zurückbringen. Doch Eusebia ist beunruhigt und auch Laura warnt vor den Folgen.
Denn im dunklen Wald ist es gefährlich. Es gibt dort Räuber. Olivia schlägt die Warnungen in den Wind und macht sich auf den Weg.
6. Terzett – Alonso (T), Diego (T), Fidelio (Bn): Freund, wie wird die Sache enden …
Allegro molto moderato (g-Moll) – 2 Oboen, 2 Fagotte, Streicher
Szenenwechsel, im Freien. Die drei Freunde haben durch Eusebia von Olivias Spaziergang erfahren.
Fidelio schmiedet einen Plan, Alonso bei der Gräfin einzuführen, noch bevor Graf Tormes auf dem Schloss eintrifft
Sie beschließen, Olivia einen Schrecken einzujagen. Fidelio will die Sache ausbaldowern und erklärt den anderen seinen Plan.
7. Finale, erster Akt: Mild senkt sich der Abend nieder …
Eusebia (S), Olivia (S), Alonso (T), Diego (T), Fidelio (Bn), Alkada (Bs), Chor (SATB)
Larghetto (F-Dur) / Allegro / Piu moto – 2 Flöten, 2 Oboen, 2 Fagotte, 2 Hörner, 2 Trompeten, Pauken, Streicher
Szenenwechsel, im Wald. Olivia ist ganz sorglos und genießt die sanfte Abendstimmung. Plötzlich springt Diego hinter einem Busch hervor.
Holla! erwünschte Beute! brüllt er. Olivia, die ihn für einen Räuber hält ruft zu Hilfe und schon bald treten Alonso und Fidelio auf.
Diego geht schnell ab, Alonso und Fidelio geben die Heldenrolle und Olivia, bleich und angstvoll, bedankt sich bei ihren Rettern.
Alonso verliebt sich in ihre wunderschönen Augen. Danken soll Sie nicht, nur Ritterpflicht hätten sie geübt.
Nun kommen Leute im Chor herbei, der Alcalde ist auch unter ihnen. Sie haben Olivias Hilferufe gehört und rätseln über den Täter.
Olivia lädt Alonso und Fidelio aufs Schloss ein, um die Rettung zu feiern. Spiel, Tanz und Jubel sollen die Hallen füllen.
Zweiter Akt
8. Introduktion – Manuel (Bs), Chor (SATB): Laßt nur alles leichtfertige Wesen …
Allegretto (F-Dur) – 2 Flöten, 2 Oboen, 2 Fagotte, 2 Hörner, Streicher
Manuel und der Chor der Winzer und Winzerinnen feiern die Weinlese.
9. Lied – Guerilleros (Bs): Guerillas zieht durch Feld und Wald …
Allegro giusto (G-Dur) – 2 Flöten, 2 Oboen, 2 Klarinetten, 2 Fagotte, 2 Hörner, 2 Trompeten, Pauken, Streicher
Vor einem Wirtshaus sitzen zwei Guerillas und fordern für ihren Dienst am Vaterland freie Verpflegung.
10. Arie – Tormes (T): Aus Blumen deuten die Damen gern …
Andantino (G-Dur) – Flöte, 2 Oboen, 2 Fagotte, Streicher
Graf Tormes ist auf dem Weg zum Schloss und macht im Dorf einen Halt, um einen prächtigen Blumenstrauß für Olivia zu erstehen.
11. Duett – Diego (T), Xilo (Bs): Ein wackres Thier, das müßt ihr sagen …
Allegro (E-Dur) – 2 Oboen, 2 Klarinetten, 2 Fagotte, 2 Hörner, Streicher
Diego reitet auf einem Esel zum Fest der Winzer. Er will nicht länger Räuber sein und wird von Xilo, dem Eselhalter begleitet.
Dieser ist etwas einfältig und erzählt Diego von der wunderhübschen Laura und Diego bittet Xilo, ihm das Mädchen zu zeigen.
Kaum ist sein Wunsch verklungen, erscheint auch schon Laura. Xilo geht ab und kümmert sich um seinen Esel.
12. Duett – Laura (Ms), Diego (T): Gelagert unter’m hellen Dach der Bäume …
Andantino (C-Dur) – 2 Flöten, 2 Oboen, 2 Fagotte, 2 Hörner, Streicher
Diego hat seine Gitarre genommen. So gelingt es ihm, rasch mit Laura bekannt zu werden. Die Zuneigung ist offensichtlich gegenseitig.
13. Arie – Olivia (S): Wo ich weile, wo ich gehe …
Allegretto (E-Dur) – 2 Oboen, 2 Fagotte, 2 Hörner, Streicher
Szenenwechsel, im Schloss: Olivia ist ebenfalls verliebt und singt von ihrem Glück. Überall erblickt sie das Bild ihres Retters.
14. Duett – Olivia (S), Alonso (T): Von tausend Schlangenbissen …
Andante con moto (d-Moll) – 2 Oboen, 2 Fagotte, 2 Hörner, Streicher
Alonso ist bei Olivia. Von Gewissensbissen gequält, gesteht er ihr den Betrug mit dem vorgetäuschten Raubüberfall.
Er erklärt ihr aber auch seine Liebe und sie verzeiht ihm daraufhin nur allzu gerne.
15. Romanze – Diego (T): Es murmeln die Quellen …
Allegretto (G-Dur) – 2 Oboen, 2 Fagotte, 2 Hörner, Streicher
Szenenwechsel, am Bach: In der abendlichen Stimmung träumt Diego von der Liebe zu Laura und sammelt den Mut, um ihre Hand. zu bitten
16. Terzett – Laura (Ms), Diego (T), Alkade (Bs): Nichte, Don Diego da, wirbt um deine freie Hand …
Allegro (d-Moll) – 2 Oboen, 2 Fagotte, 2 Hörner, Streicher
Szenenwechsel, am folgenden Tag bei Lauras Onkel: Diego bittet um Lauras Hand. Obwohl erst in Ausbildung, stellt er sich als Jurist vor.
Der Alcalde ist misstrauisch und will den möglichen Schwiegersohn auf seine beruflichen Fähigkeiten hin überprüfen.
Der Alcalde führt Diego zur Prüfung auf seinen Amtssitz.
17. Arie – Laura (Ms): Traurig geht der Geliebte von dannen …
Andante moderato (f-Moll) – 2 Oboen, Streicher
Laura bleibt voller Kummer und Sorge zurück. Sie fürchtet, der Geliebte könne die Prüfung nicht bestehen und sie nicht zueinanderfinden.
Doch die Szene bietet Grund zu Hoffnung und das Publikum kann sich sicher sein, dass der Held die Prüfung bestehen wird.
18. Finale, zweiter Akt: Gnäd’ge Frau, ich hab’ die Ehre …
Olivia (S), Eusebia (S), Laura (Ms), Alonso (T), Tormes (T), Diego (T), Fidelio (Bn), Alcalde (Bs)
Andante con moto (C-Dur) / Allegro moderato (d-Moll) – 2 Oboen, 2 Fagotte, 2 Hörner, 2 Trompeten, Pauken, Streicher
Szenenwechsel, wieder auf dem Schloss: Auch Fidelio hat in Eusebia ein Liebchen gefunden. Graf Tormes trifft ein.
Er strebt eine Heirat mit Gräfin Olivia an, ohne sie jedoch zu kennen. Fidelio, der den Angeber nicht leiden kann, empfängt ihn feierlich.
In Eusebia glaubt er, die Herrin des Hauses zu erblicken. Tormes ahnt nicht, dass ihn Fidelio mit Eusebias Hilfe hinters Licht führen will.
Als er der vermeintlichen Gräfin einen Antrag macht, höhnt Fidelio: Gnädige Gräfin, welch ein Geschick, ich lese Verwirrung in Eurem Blick.
Doch dann erscheint die richtige Gräfin und klärt alles auf. Tormes geht wütend ab. Alonso mit dem Alcalden, Laura und Diego treten ein.
Alonso wundert sich über des Grafen wütenden Abgang. Fidelio erklärt: Seine Eitelkeit und tolles Streben empfing den längst verdienten Lohn.
Nachdem Diego die Freunde begrüßt hat, fragen Alonso und Fidelio, wo er so lang geblieben sei. Der Alcalde berichtet von der Prüfung.
Er bescheinigt Diego, kein schlechter Jurist zu sein und schlägt Gräfin Olivia vor, das Richteramt auf Diego zu übertragen.
Olivia willigt ein, denn Sie will nur Glückliche um sich sehn.
Alonso, Diego und Fidelio singen: Alle Knoten, tief verschlungen, hat der Freundschaft Macht bezwungen.
Alle stimmen in einen Lobpreis auf Freundschaft und Liebe ein.